# Kollision bei der Dallas-Flugschau 2022
Die Kollision an der Dallas-Flugschau 2022 war ein Flugunfall am 12. November 2022, bei dem zwei Flugzeuge der Commemorative Air Force während der Flugschau Wings Over Texas auf dem Dallas Executive Airport im Rahmen des Veterans Day kollidierten und abstürzten. Bei den Flugzeugen handelte es sich um Flugzeugtypen aus der Zeit des Zweiten Weltkrieges, eine Boeing B-17 Flying Fortress und eine Bell P-63 Kingcobra. Der Einschlag der P-63 traf den Rumpf der B-17 direkt hinter den Tragflächen und durchtrennte die  B-17. Beide Flugzeuge stürzten zu Boden und die Flugzeuge gingen in Flammen auf. Bei dem Unfall kam der Pilot der P-63F-1 Kingcobra mit dem zivilen Luftfahrzeugkennzeichen N6763 sowie fünf Personen an Bord der Boeing B-17G-95-DL mit dem Namen „Texas Raiders“ und dem Luftfahrzeugkennzeichen N7227C ums Leben. Am Boden kam es nicht zu Opfern.

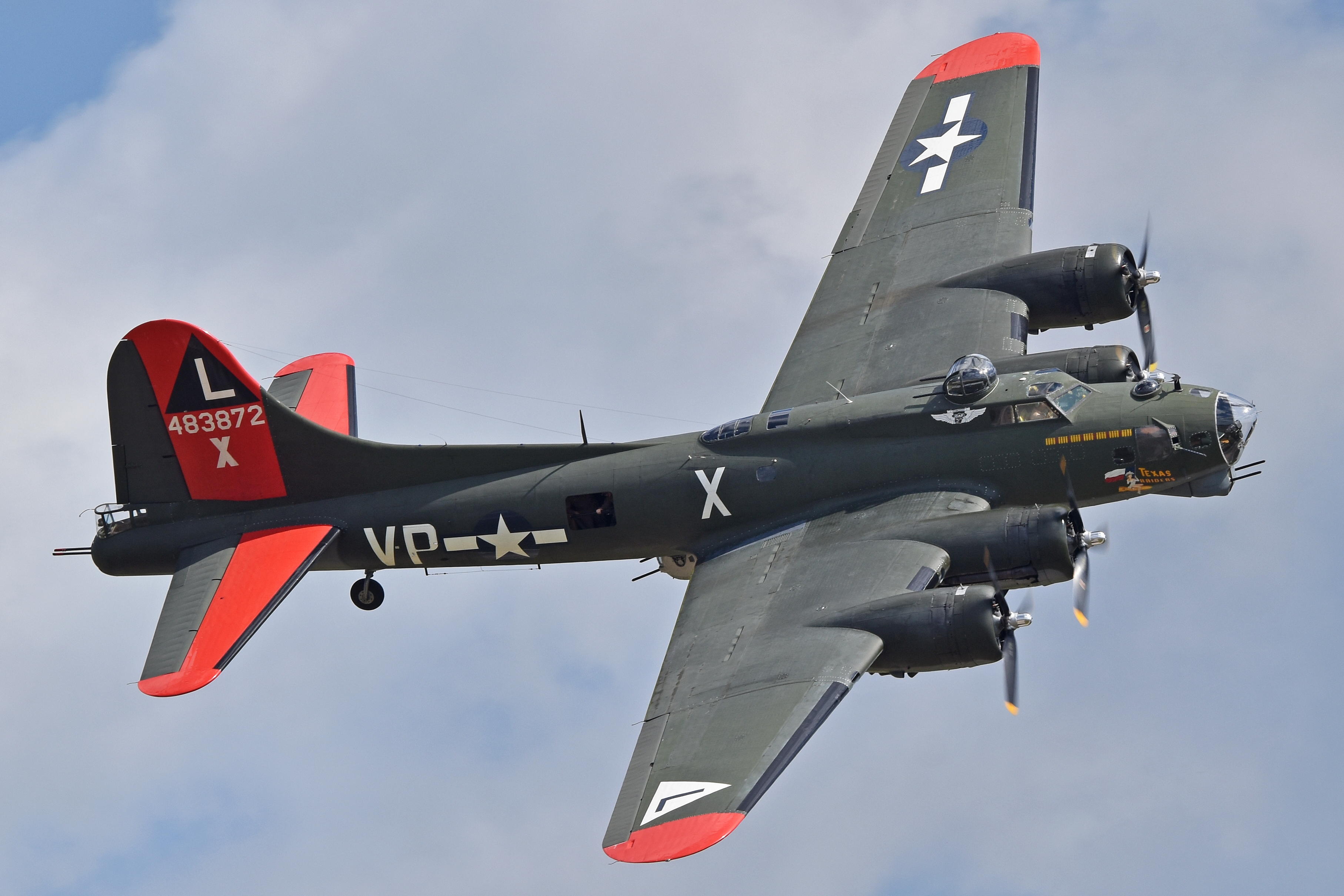
Die beteiligte Boeing B-17G-95-DL „Texas Raiders“ mit dem zivilen Luftfahrzeugkennzeichen N7227C
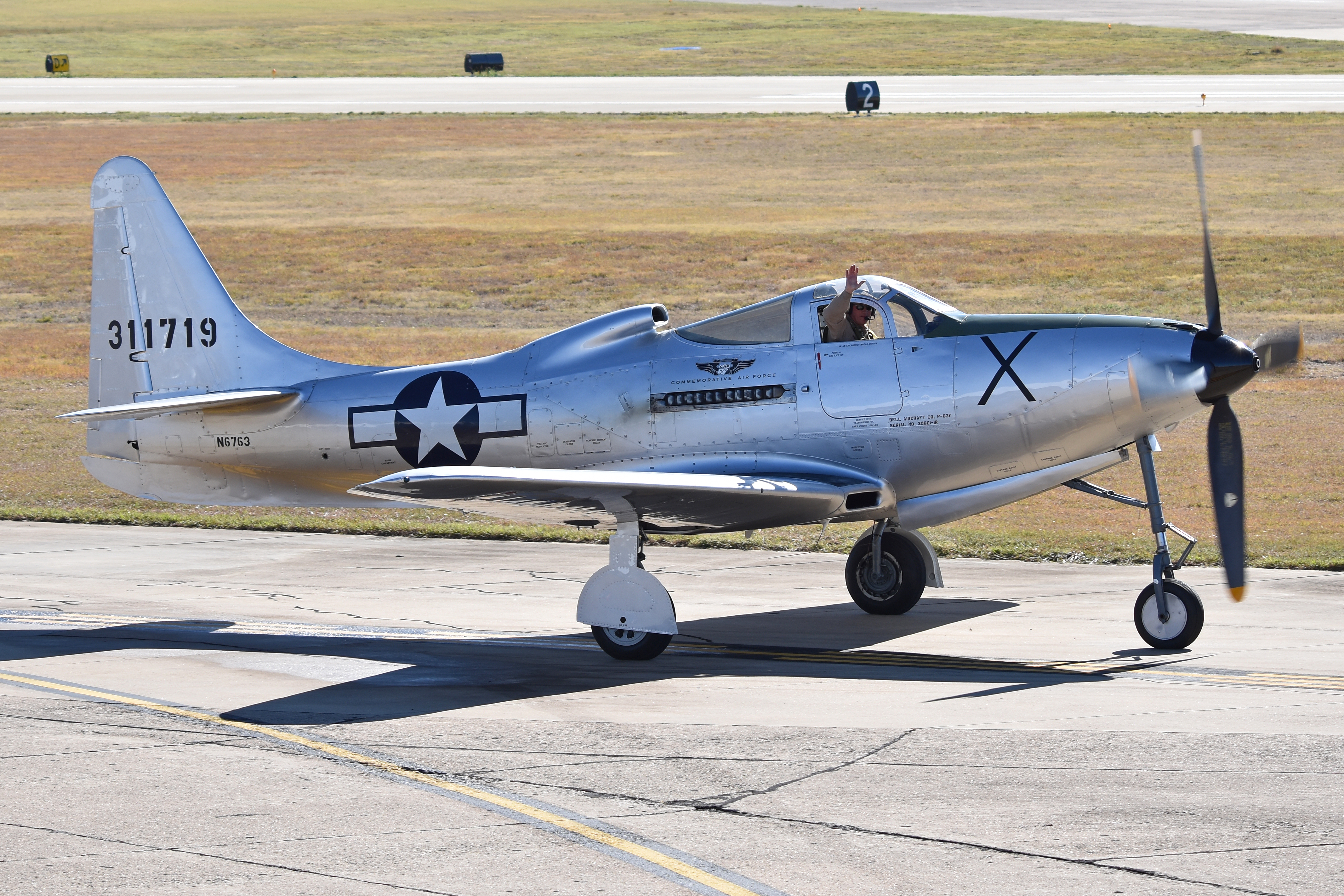
Die beteiligte P-63F-1 Kingcobra mit dem zivilen Luftfahrzeugkennzeichen N6763
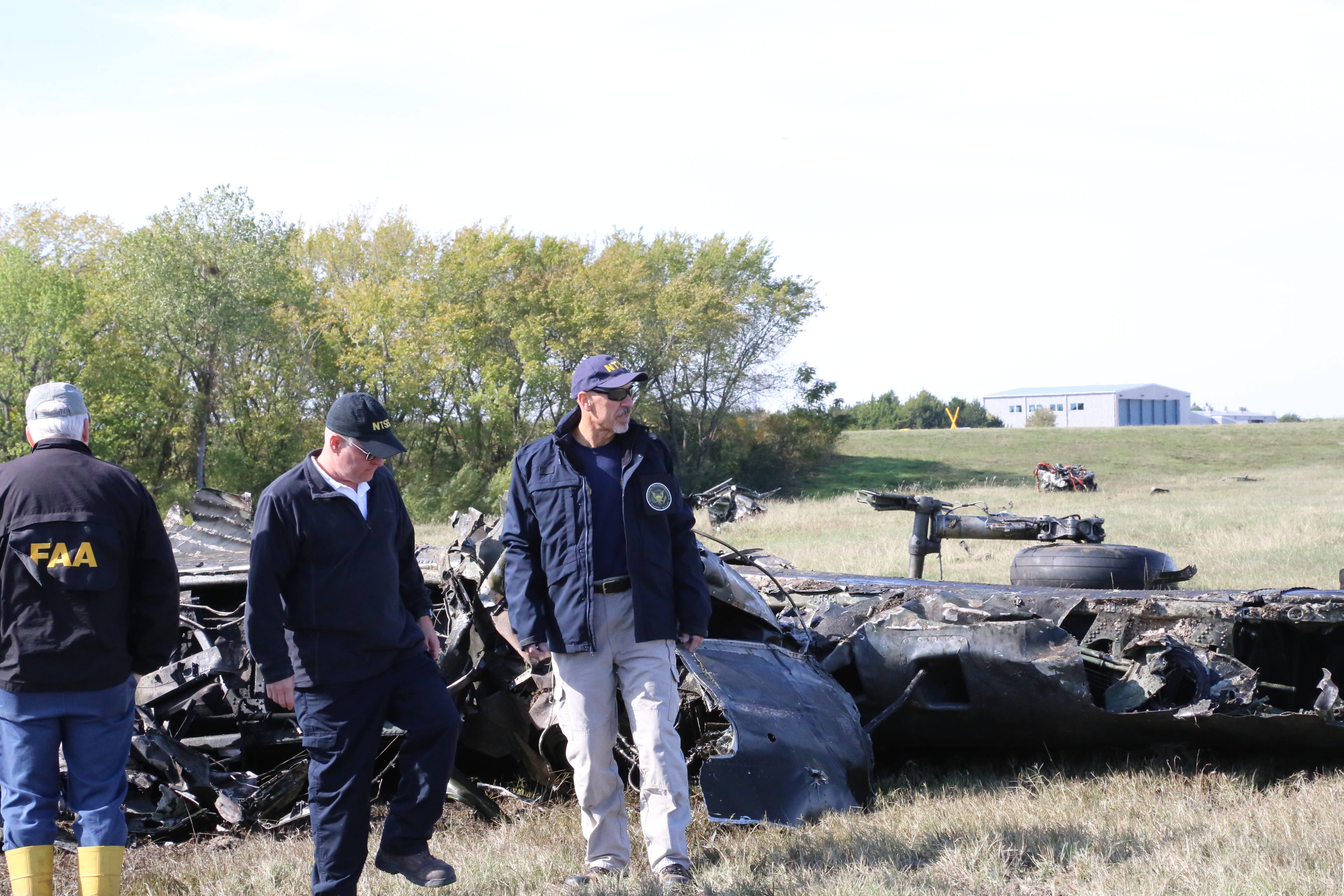
Absturzstelle